# Olguța Berbec
Olguța Berbec (n. 16 aprilie, 1984, Mărășești, Baia de Aramă, Mehedinți, România) este o solistă de muzică populară din zona  Olteniei de Nord - din Mehedințiul de Munte.

## Biografie
Artista și-a petrecut copilăria într-o zonă rurală, populată cu oameni păstrători ai tradițiilor și portului popular. Aceasta a absolvit în 1998 Școala Generală Mărășești și în anul 2002, Liceul Teoretic din Baia de Aramă.
Primii pași în  muzica populara i-a făcut în anul 2000, în cadrul grupului folcloric “Liliacul” din Baia de Aramă, sub îndrumarea Elenei Mimiș - Trancă, remarcându-se alături de copii din Mehedinți în concertele de sărbători. Înscrisă în 2003 la secția de canto muzică populară a Școlii Populare de Artă din Târgu Jiu, Olguța a avut-o ca profesoară pe Emilia Drăgotoiu-Nanu, sub a cărei îndrumare a început să-și formeze și să-și perfecționeze stilul interpretativ. Serioasă și tenace, a reușit să primească ajutor și sprijin semnificativ de la Viorel Gârbaciu, directorul acestei instituții.
Un pas important în dezvoltarea carierei l-a  constituit întâlnirea din anul 2005 cu marea doamnă a cântecului popular mehedințean, Maria Răchiteanu - Voicescu, ale cărei sfaturi, încurajări și texte de cântece au ajutat-o semnificativ în debutul și formarea ca interpretă de muzică populară. Ulterior în 2006, aceasta a absolvit Școala Populară de Artă Târgu Jiu, secția canto muzică populară, între 2005 - 2007– fiind Referent-documentarist la Școala Populară de Artă din Târgu Jiu
După licența susținută în 2007 la Facultatea de Științe Economice din cadrul Universității “Constantin Brâncuși” din Târgu Jiu, aceasta a obținut în anul 2008 la Universitatea “Spiru Haret” din București un master în etnografie și folclor. În anul 2010, aceasta a devenit realizatoarea emisiunii "Folclor, Folclor " de la Antena 1.
Este un om credincios și știe că sufletul e legat, indisolubil de divinitate, legătură spirituală pe care o prezintă frecvent în mediul online.

## Cariera muzicală și evoluția artistică
Din 1998, până în 2003 a fost membră a grupului folcloric “Liliacul” din Baia de Aramă.
Începând din 2004, a participat la festivaluri de folclor, apoi au urmat participări în turnee și spectacole alături de interpreți consacrați, cu acompaniamentul unor orchestre de renume, sub bagheta unor dirijori de excepție și organizate de cunoscuți realizatori ai spectacolelor și emisiunilor de folclor din țara noastră. A continuat ca membră a ansamblului folcloric “Maria Lătărețu” al Școlii Populare de Artă din Târgu Jiu între anii 2005 și 2007. Un pas înainte în cariera sa artistică l-a reprezentat, în 2007, cooptarea în colectivul ansamblului artistic profesionist “Doina Gorjului” din Târgu Jiu, ansamblu în care își găsește și acum, împlinirea profesională ca interpretă de muzică populară.
În 2007 a realizat primul album muzical, “Floare pe munte crescui“, cu acompaniamentul orchestrei ansamblului artistic profesionist “Doina Gorjului” și aranjamentul orchestral al dirijorului Marcel Parnica. În 2008, aceasta a făcut imprimări radio pentru albumul “Floare pe munte crescui“ cu acompaniamentul orchestrei Radiodifuziunii Române și aranjamentul orchestral al dirijorului Adrian Grigoraș. La începutul anului 2009, Olguța realizează albumul "Florile de mac poartă noroc" cu acompaniamentul orchestrei ansamblului artistic profesionist “Doina Gorjului” și aranjamentul orchestral al dirijorului Aurel Blondea, iar în anul 2012 , editează albumul “De la Gorj la Mehedinți “, cu acompaniamentul orchestrei      “Lăutarii” din Chișinău , dirijor Nicolae Botgros, aranjamentul orchestral al dirijorului Nicu Crețu și al lui Daniel Pârvu.
În anul 2008, aceasta încearcă o nouă abordare a calităților vocale și participă la Festivalul de romanțe “Crizantema de aur ” – Târgoviște, unde obține unul dintre cele patru mari premii oferite de organizatori.
În programele muzicale, pe lângă repertoriul specific zonei de munte a Mehedintiului, Olguța Berbec abordează folclorul autentic gorjenesc, folclorul pastoral din zona Olteniei de Nord și romanțe.

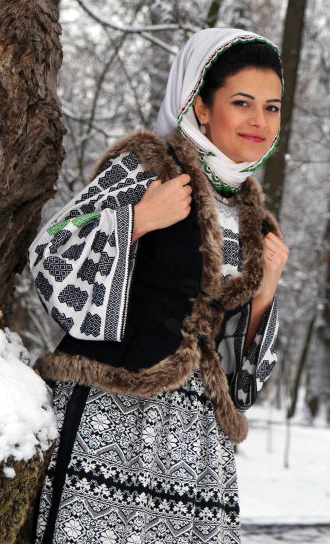
Olguta Berbec 2011

Au spus despre .....
„Olguța Berbec, una dintre cele mai importante voci ale Mehedințiului... Muzica a fost și este viața ei... Nu are voce care să uimească printr-un ambitus extraordinar sau printr-o tehnică deosebită , are însa un timbru aparte și acel “ceva” care face să fie primită cu multă căldură de public...”—Dr. etnomuzicolog Elise Stan, realizator de emisiuni la Televiziunea Română
„Olguța Berbec ...vocea calda și talentul native, ...”—Gheorghe Porumbel, Director al Ansamblului Artistic  Profesionist “Doina Gorjului”
„vocea Olguței, aparte mai întâi de toate prin dramatismul ei aproape tragic,...”—Viorel Gârbaciu - Director al Școlii Populare de Artă din Târgu Jiu
„Olguța Berbec...cea mai frumoasa întâlnire a ei a fost cu celebra Maria Răchiteanu Voicescu....în emisiunea “Tezaur Folcloric” ....în costumul Mariei, costum vechi de mare valoare ...”—Marioara Murărescu, Realizator Tezaur Folcloric
Concursuri, festivaluri, premii, trofee, distincții
- 2006	:
- Premiul I  - Festivalul “Dan Moisescu”, Constanța;
- Marele Premiu  - Festivalul –Concurs Național pentru soliști profesioniști  “Mariana Drăghicescu”, Timișoara;
- Marele Premiu  - Festivalul folcloric “ Serbările Recoltei”, Ialomița.
- 2005:
- Locul I  - Festivalul Național al Cântecului și Dansului Popular Românesc, Mamaia;
- Premiul I  - Festivalul –Concurs Național al interpreților cântecului popular românesc       "Maria Tănase" Craiova;
- Premiul I  - Festivalul  Național de muzică populară   “ Vară , vară , primăvară ”, Sibiu;
- Premiul I  - Concursul Național de muzică  populară pentru tineri interpreți  “Flori în Țara Barsei" Brașov;
- Marele Premiu  - Festivalul concurs de folclor “ De Ispas la Năsăud “, Năsăud;
- Premiul III  - Festivalul –Concurs Național al cântecului popular  “Strugurele de aur”,  Jidvei;
- Premiul I  - Festivalul  Național “Cântecele Motrului”,  Gorj;
- Marele Premiu  - Festivalul Internațional de folclor  “Cântecele românilor de pretutindeni”, Drobeta Tr. Severin;
- Marele Premiu  - Festivalul Viei și Vinului ,Mehedinți;
- Premiul I  - Festivalul Interjudețen de folclor “ Cântecele Dunării” , Olt.
- 2004:
- Marele Premiu  - Concursul Național de Doine și Balade , Drăgănești-Olt;
- Premiul I  - Festivalul–Concurs Internațional de muzică populară  “Pe marginea Dunării” Giurgiu;
- Premiul I  - Festivalul–Concurs de muzică populară “Munte,munte, brad frumos”, Baia de Aramă;
- Premiul III  - Concursul Național de muzică  populară pentru tineri interpreți. “Flori în Țara Bărsei”, Brașov;
- Premiul II  - Festivalul–Concurs Național de muzică populară  “Liviu Vasilică” , Turnu Măgurele;
- Premiul I  - Concur;sul Național  de folclor “ Corabia de aur”, Olt.

## Discografie

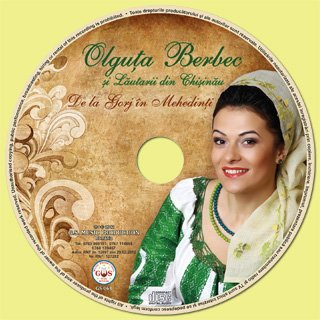
Albumul "De la Gorj la Mehedinți" 2012

Albumul “Fata cu danțu' (2021) “
- Eu-s fata cu danțu;
- Te-am visat puiule-n vis;
- Măi neicuță, strop de rouă;
- La izvor, la izvorele;
- La granița de peste Prut;
- Hai nană pe cai;
- Arde lampa la conac;
- Floare pe munte crescui;
- Moșu' cu barba căruntă;
- Mândrelor, nu vă e greu?;
- Câte flori o fi pe câmp;
- Am un dor la Isverceni;
- Gătită-s ca o floare albă;
- Trec, trec tinerețile;
- Brâul din Banat.

Albumul “Iubește inimă și iartă“(2015)
- Măriuță, Măriuță;
- Asta-i viața, asta-i lumea;
- Iubește inimă și iartă;
- Ce-ar vrea unele, ce-ar vrea;
- Dragoste veche și nouă;
- Peste râu trece o punte;
- Au măi nană, puișor;
- Danțu' s-a născut la munte;
- Vezi măi lume, tu, cum ești
- Pe cărări demult uitate;
- Eu îmi știu în lume locul;
- Geaba zice lumea toată;
- Joacă tata lângă fată;
- Mă-ntreabă nana, mă-ntreabă;
- Știi măi nana eu ce zic;
- Puiul meu din Târgu-Jiu.

Albumul “De la Gorj la Mehedinți“ (2012), acompaniamentul orchestrei  “Lăutarii” din Chișinău, dirijor Nicolae Botgros, aranjamentul orchestral al dirijorului Nicu Crețu și al domnului Daniel Pârvu.
- De pe valea cu conace;
- De la Gorj în Mehedinți;
- Azi las în urmă ce-am iubit;
- Danț – Hai măi nană !;
- Anicuță de la munte;
- Te iubesc nană pe tine;
- Lăsai casă și părinți;
- Cin´ nu știe dragostea;
- M-am jurat și iar mă jur;
- Mă întreabă frunza de tei;
- Ma iubește puiul meu;
- Of dor, neică mor;
- Hai cu nana, hai la joc;
- M-aș duce și iar m-aș duce;
- Fi al naibi de iubit;
- Cine n-a iubit nu crede;
- Te-ai dus puiule te-ai dus.

Albumul “Florile de mac poartă noroc (2009)“, acompaniamentul orchestrei ansamblului artistic profesionist “ Doina Gorjului” , aranjamentul orchestral al dirijorului Aurel Blondea
- Florile de mac poartă noroc;
- Au, ce griji și ce nevoi;
- Num-o fată mama are;
- Nană, la mine la munte;
- Lele, lele și Mariță;
- Tatal meu cu suflet bun;
- Eram copiliță floare;
- Danț;
- Ioane, ești frumos băiete;
- Sus la munte , jos la plai;
- Pădurice loc umbros
- Sunt floare mehedințeană
- Zice nana că nu-i drept
- Nană, pentru dumneata;
- Bate vântu-n Dealu Mare;
- Bate vântu-n toiul iernii/

imprimări în studiourile Radio Difuziunii Române (2008) cu acompaniamentul orchestrei RadioDifuziunii Române  și aranjamentul orchestral al dirijorului Adrian Grigoraș.
Album “Floare pe munte crescui“ (2007), acompaniamentul orchestrei ansamblului artistic profesionist“  Doina Gorjului”, aranjamentul orchestral al dirijorului Marcel Parnica.
- Floare pe munte crescui;
- Am un dor la Izverceni;
- Busuioc legat în grindă;
- Când vine primăvara;
- Crenguță de lemn uscat;
- Hai cu nana, hai la joc;
- De ce nu vii neicuța-l meu;
- Nană, ochi ca negura;
- Neicuță din Mărășești;
- M-am jurat acum un an;
- Spune-mi mândro cum te cheamă;
- Nan-al meu boboc de cimbru;
- M-am gândit mamă să-ți spun;
- Neica jură că-i sunt dragă;
- Spune-mi nană ce-mi aduci;
- Ce-am sămănat, tot am dat;
- Codrule cu frunze verzi.

Alte înregistrări:
- Frunzuliță firul ierbii , 2011;
- Neicuță întinerești , 2011;
- Măicuță, să nu mă dai , 2011;
- De la Gorj în toată țara, 2011;
- Frunzuliță firul ierbii, 2011;
- Lăsai casă și părinți, 2010;
- 20 de toamne, 2009;
- Firicel și-o fragă, 2009;
- Uhăi bade, 2009;
- Plecata-u Maria, 2008;
- Mărie cu flori pe frunte, 2008;
- Balada lui Tudor, 2007.